# Manfred Hutter
Manfred Hutter (* 16. Juni 1957 in Feldbach in Österreich) war von 2000 bis 2023 Professor für Vergleichende Religionswissenschaft an der Rheinischen Friedrich-Wilhelms Universität in Bonn. 

## Laufbahn und Forschung
Manfred Hutter bestritt zunächst ein Studium der Katholischen Fachtheologie an der Universität Graz, welches 1984 in einer Promotion zum Dr. theol. mündete. Er setzte sein Studium 1983 bis 1987 durch eine Fächerkombination aus Vergleichender Sprachwissenschaft, Orientalistik und Alter Geschichte an den Universitäten Graz, Wien und Würzburg fort. Seine Habilitation verfasste er zu „Studien zum iranischen Manichäismus. Eine gnostische Religion zwischen Zoroastrismus und Christentum“, welche er 1990 abschloss. Nach weiteren iranistischen Studien wurde Hutter 1991 im Fach Indogermanistik zum Dr. phil. promoviert. Von 1982 bis 1991 war Hutter als Universitätsassistent und von 1991 bis 1997 als Universitätsdozent am Institut für Religionswissenschaft der Universität Graz tätig. Ab 1997 war Hutter außerordentlicher Universitätsprofessor für Religionswissenschaft an der Universität Graz. In dieser Zeit war er auch als Gastprofessor am Religionswissenschaftlichen Studiengang der Universität Bremen (1997/1998) und als Lehrbeauftragter an der Theologischen Hochschule Linz (1998) tätig. Im Oktober 2000 wurde er auf die Professur für Vergleichende Religionswissenschaft an der Universität Bonn berufen wurde.
Hutter beschäftigt sich schwerpunktmäßig mit den religionsübergreifenden Kontakten und Wechselwirkungen der Religionen untereinander. Neben dem Zoroastrismus und dem Manichäismus als vor-islamische Religionen Irans und Iraks arbeitet Hutter auch vermehrt zur vergleichsweise jüngeren Bahai-Religion. Er befasst sich mit dem Hinduismus und Buddhismus als Religionen von Minderheiten in Europa, allgemein mit asiatischen Religionen in Deutschland, mit dem Hinduismus als Minderheitenreligion in Südostasien sowie mit asiatischen Formen des Christentums. Hutter arbeitet zudem an der Religionsgeschichte Anatoliens, Nordsyriens und Obermesopotamiens.

## Forschungsmethoden
Manfred Hutter versteht Religionswissenschaft dezidiert als humanwissenschaftliche und empirisch arbeitende Disziplin der Kulturwissenschaft, weil sie Religion als Teilaspekt der Kultur versteht und die Wechselwirkungen zwischen Mensch, Kultur und Gesellschaft untersucht. Daher plädiert er für eine formale und inhaltliche Abgrenzung des Faches von Theologie und Religionsphilosophie. Religionswissenschaft besteht für ihn sowohl aus historischen als auch aus systematischen Herangehensweisen, da man ohne fundierte historische und philologische Grundkenntnisse keine vergleichende Systematisierung durchführen könne. Der Vergleich über Religions- und Landesgrenzen hinweg ist für ihn dabei der Mehrwert der Religionswissenschaft gegenüber Regionalwissenschaften, die sich ebenfalls mit Religionen beschäftigen. So werden etwa „Nischenprodukte“ sichtbar gemacht, die in den Regionalwissenschaften kaum Beachtung finden, wie sich in seinen Untersuchungen zum Hinduismus in Südostasien, zu Ausformungen des Christentums in Asien und zu kleinen jüdischen Gemeinden in Thailand, Myanmar und Kambodscha zeigt.
Zudem ist es für ihn bei der religionswissenschaftlichen Untersuchung von Religionen wichtig, die Gemeinde in ihrem Kontext zu verorten. So werde deutlich, wie sich dieselbe Religion in verschiedenen politischen, historischen und gesamtgesellschaftlichen Situationen unterschiedlich entwickelt, da sie andere Einflüsse – auch von benachbarten Religionen – aufnimmt. Im historischen Kontext sind dabei vor allem Hutters Forschungen zum Manichäismus und den altorientalischen Religionen bezeichnend. Für modernere Phänomene sind seine Betrachtung asiatischer Religionen in Mitteleuropa, kleinerer Hindugemeinden zum Beispiel in Afghanistan und der Bahai-Religion von Bedeutung.
Religionswissenschaft hat für ihn darüber hinaus in Forschung und Lehre einen gesamtgesellschaftlichen Auftrag. Zum einen könne sie durch besseres Informieren über religiöse Inhalte im Rahmen eines Studiums interkulturelle Kompetenzen vermitteln, die in der heutigen Welt zunehmend gefragt sind. Dies dient auch dazu Spannungen in einem multireligiösen Umfeld (wie dies in Mitteleuropa etwa der Fall ist) abzubauen. Dies wird in seiner langjährigen engagierten Lehrtätigkeit deutlich. Zum anderen enthalte die Religionswissenschaft ein religionskritisches Potential, das es ihr ermöglicht, religiöse Ansprüche gegebenenfalls kritisch zu hinterfragen.
Manfred Hutters Beitrag zum Fach Vergleichende Religionswissenschaft liegt vor allem in der Synthese der historischen und der systematischen Betrachtung von Religionen, die einige bisher übersehene Sonderentwicklungen von Religionen in Wechselwirkungen in unterschiedlichen Kontexten deutlich gemacht hat.

## Ehrungen und Auszeichnungen
- 1990: Kardinal-Innitzer-Förderungspreis für Theologie

## Veröffentlichungen (Auswahl)
- 1992: Manis kosmogonische Sabuhragan-Texte. Edition, Kommentar und literaturgeschichtliche Einordnung der manischäisch-mittelpersischen Handschriften M 98/99 I und M 7980–7984 (= Studies in Oriental Religions. Band 21). Harrassowitz, Wiesbaden.
- 1996: Religionen in der Umwelt des Alten Testaments I. Babylonier, Syrer, Perser (= Studienbücher Theologie. Band 4/1). Kohlhammer, Stuttgart.
- 2001: Das ewige Rad. Religion und Kultur des Buddhismus. Styria, Graz.
- 2009: Handbuch Baha’i. Geschichte – Theologie – Gegenwartsbezug. Kohlhammer, Stuttgart.
- 2012: Die Weltreligionen. 4. durchgesehene Auflage, C.H.Beck, München.
- 2012: Vergleichende Religionswissenschaft als Kulturwissenschaft. In: Stephan Conermann (Hrsg.): Was ist Kulturwissenschaft? Zehn Antworten aus den „Kleinen Fächern“. Transcript, Bielefeld, S. 175–198.
- 2019: Iranische Religionen: Zoroastrismus, Yezidentum, Bahāʾītum. De Gruyter Studium, Berlin.
- 2021: Religionsgeschichte Anatoliens. Vom Ende des dritten bis zum Beginn des ersten Jahrtausends (= Die Religionen der Menschheit. Band 10,1). Kohlhammer, Stuttgart.
- 2023: Der Manichäismus. Vom Iran in den Mittelmeerraum und über die Seidenstraße nach Südchina (= Standorte in Antike und Christentum, Band 11). Hiersemann, Stuttgart.